# 春日村 (長野県)
春日村（かすがむら）は長野県北佐久郡にあった村。現在の佐久市春日にあたる。

## 地理
- 山：双子山
- 河川：鹿曲川

## 歴史
- 1875年（明治8年） - 近世以来の佐久郡春日村が春日新村・入片倉村・岩下村を合併。
- 1879年（明治12年）1月4日 - 郡区町村編制法の施行により北佐久郡の所属となる。
- 1889年（明治22年）4月1日 - 町村制の施行により、春日村が単独で自治体を形成。
- 1959年（昭和34年）8月1日 - 本牧町・布施村・協和村と合併して望月町が発足。同日春日村廃止。